# Лазаревич, Владимир
Владимир Лазаревич (серб. Владимир Лазаревић; род. 23 марта 1949, Грнчар, СФРЮ) — отставной генерал-полковник вооружённых сил Югославии. В 2003 году Лазаревич предстал перед Международным трибуналом по военным преступлениям в Гааге вместе с генералами Небойшей Павковичем, Сретеном Лукичем и Властимирем Джорджевичем по обвинению в депортации этнических албанцев с территории Косово и Метохии.

## Биография
Родился 23 марта 1949 года в посёлке городского типа Грнчар, муниципалитет Бабушница. В 1972 году окончил военную академию, а позже обучался в Коммандно-штабной академии и Школе национальной обороны, все учебные заведения окончил с отличием. В разные годы был командиром воинских частей дислоцированных в Нише, Призрене, Приштине, Белграде и Лесковаце.
В 1998 году Лазаревич был назначен начальником штаба Приштинского корпуса, а спустя шесть месяцев стал командиром данного подразделения. Четыре раза получал повышения по службе по распоряжениям Слободана Милошевича. В апреле 1999 года его наградили Орденом Военного флага. 1 апреля 2002 года по указу Воислава Коштуницы был назначен на должность начальника Управления сухопутных войск. 7 августа 2003 года был снят с должности в связи с международным уголовным преследованием, инициированным Международным трибуналом по бывшей Югославии в Гааге.
Лазаревич обвинялся вместе с генералами Небойшей Павковичем, Сретеном Лукичем и Властимиром Джорджевичем в преступном сговоре с целью депортации албанцев из Косово и Метохии. В обвинительном заключении значились обвинения в организации массовых убийств в селениях Сува-Река, Велика-Круша, Избица, Межа, Чушка, Вучиртн, Дреница и Горна-Обрина. 3 февраля 2005 года он добровольно сдался МТБЮ, в 2009 году после судебного следствия приговорён к 15 годам лишения свободы; в 2014 году приговор изменён на 14 лет лишения свободы.
3 декабря 2015 года выпущен на свободу после того, как отбыл две трети срока наказания.
Женат, есть трое детей и внуки. Двое его сыновей участвовали в Косовской войне, третий был ещё тогда совсем маленьким.
Один из сыновей — Милан, доктор медицины, врач клиники кардиохирургии и трансплантации в Нише.